# David Spleiss
David Spleiss, auch David Spleiß (* 13. Februar 1786 in Schaffhausen; † 14. Juli 1854 ebenda) war ein Schweizer evangelischer Geistlicher.

## Leben
David Spleiss war der Sohn des Buchbindermeisters Johannes Spleiss († 11. Oktober 1813) und dessen Ehefrau Rahel († 1795), eine Tochter des Hauptmann Hurter, dem das Fulacher Bürgli in Schaffhausen gehörte.
Er besuchte die öffentlichen Schulen in Schaffhausen, aber auch die französische Privatschule des Pfarrers Johann Conrad Maurer (1771–1841) und absolvierte von 1802 bis 1804 eine kaufmännische Lehre, worauf er dann, mit der Unterstützung des Theologen Johann Georg Müller, zur Vorbereitung auf ein Theologiestudium von 1804 bis 1807 das Collegium humanitas in Schaffhausen besuchte, bevor er von 1807 bis 1809 Theologie an der Universität Tübingen studierte; dort hörte er Vorlesungen unter anderem bei Johann Friedrich Flatt, Carl Christian von Flatt, Ernst Gottlieb Bengel und Christian Friedrich von Schnurrer.
1809 wurde er in Schaffhausen ordiniert und war von Pfingsten im gleichen Jahr bis 1810 Hauslehrer in der Familie Heiliger in Oosterhout bei Breda in den Niederlanden; aufgrund der damaligen kriegerischen Entwicklung wurden die Söhne der Familie in andere Ort geschickt und David Spleiss erhielt seine Entlassung. Er besuchte darauf einen Freund in Amsterdam, der ihm eine neue Hauslehrerstelle bei der Familie van Vloten verschaffen konnte, die aus Westindien zurückgekehrt waren und nun in Kleve wohnten; bis 1812 bereitete er den sechzehnjährigen Sohn, Wilhelm Helenus van Vloten (1794–1883) auf dessen Universitätsstudium vor.
Bevor er jedoch seinen Dienst antrat, unternahm er noch eine mehrtägige Fussreise nach Eutin, um seinen damaligen Kommilitonen Bernhard Wilhelm Friedrich Hellwag (1787–1838), ein Sohn des Mediziners Christoph Friedrich Hellwag zu besuchen, der inzwischen als Assistenzprediger in Eutin tätig war; bis zu seiner Abreise zwei Monate später, im Spätherbst 1810, wurde er im Kreis der Familie aufgenommen und führte viele akademische Gespräche mit dem Vater und dessen Freund, dem Justizrat Ludwig Benedict Trede.
1811 lernte er den Pfarrer der Gemeinde Weeze bei Kleve, Johann Christian Gottlob Ludwig Krafft, kennen, mit dem ihn seitdem eine lebenslange Freundschaft verband. Über Krafft lernte er auch dessen Schwiegervater, den Konsistorialpräsidenten Peter Neumann (1750–1825) aus Kleve, kennen.
Im Herbst 1811 unternahm David Spleiss eine Fussreise nach Heidelberg, um seinen Freund Bernhard Wilhelm Friedrich Hellwag, der sich dort aufhielt, zu besuchen; während des Aufenthaltes führte er ein längeres Gespräch mit dem Theologen Carl Daub.
1812 reiste er, gemeinsam mit der Familie van Vloten, die sich dort dauerhaft niederliess, nach Schaffhausen zurück und wurde als Professor für Mathematik und Physik an das Collegium humanitatis berufen; er war zugleich, erst vom 16. August 1813 als Pfarrverweser und dann von 1817 bis 1841 Pfarrer in Buch. 1817 schloss er sich der Erweckungsbewegung der Freifrau Barbara Juliane von Krüdener an und wurde 1818 als mitreissender Prediger selbst Urheber einer Erweckung in Buch. In den Jahren 1818 und 1819 zogen an den Sonntagen Menschen aus dem ganzen Kanton Schaffhausen und auch aus dem Thurgau nach Buch; die Kirche konnte bald nicht mehr alle Besucher fassen. Nur mithilfe von Johann Georg Müller konnten die von der Regierung und der Geistlichkeit beabsichtigten Gewaltmassregeln gegen Juliane von Krüdener und David Spleiss, wegen der in Gang gebrachten schwärmerischen Ausbrüche, verhindert werden.
1819 lernte er Johann Jakob Lang kennen (1797–1869) kennen, den er bei seinem Wunsch unterstützte, Missionar zu werden; diesen führte er zur Basler Mission, verkehrte dort seitdem regelmässig und nahm so oft als möglich am Basler Missionsfest teil. Er erhielt aber auch Besuch von Lehrern der Mission, so besuchte ihn unter anderem 1838 Johann Christoph Blumhardt.
Auf Anregung von David Spleiss nahmen erweckte Familien seiner Kirchengemeinde arme und verwahrloste Kinder aus Schaffhausen privat bei sich auf, worauf er am 19. Oktober 1826 in Buch eine Rettungsherberge für bedürftige Kinder gründete; ab 1841 war es dann die Anstalt Zum Friedeck (heute Verein Friedeck). In seinem Haus fanden sich gelegentlich Gleichgesinnte ein, unter anderem Christian Gottlob Barth, Christian Heinrich Zeller, Gotthilf Heinrich von Schubert und Felician Martin von Zaremba.
Im Jahre 1840 hatte die Schaffhauser Kirche mit dem sogenannten Hurterhandel eine schmerzliche Krise durchzumachen. David Spleiss, der sowohl das Vertrauen der Regierung als auch seiner Amtsbrüder besaß, hatte dabei mehrfach mit Antistes Friedrich Emanuel von Hurter zu verhandeln und ihn über seine Neigung zum Katholizismus zu befragen. Er unterzog sich dieser Aufgabe, wie Hurter selbst bezeugte, freundlich, aufrichtig und völlig uneigennützig. Überraschend wurde David Spleiss am 10. Juni 1841 Pfarrer an der Stadtkirche St. Johann in Schaffhausen und wurde dort im selben Jahr am 9. Juli Nachfolger des zurückgetretenen Antistes Friedrich Emanuel von Hurter, bevor er im Mai 1842 seine Ernennung zum Dekan und Vorsteher der gesamten Geistlichkeit des Kantons, erhielt; sein Amtssitz war das Fulacher Bürgli.
David Spleiss war seit dem 19. Oktober 1816 mit Friederike (geb. Schoch) verheiratet; die Ehe blieb kinderlos.

## Schriften (Auswahl)
- Von der Bedeutung der Bibelverbreitung in unsern Tagen einige erzählende Worte, zunächst an die Bibelgesellschaft in Schaffhausen gesprochen. Schaffhausen 1821, OCLC 1011565275.